# サナンダジュ
サナンダジュ 発音（クルド語: سنە Sine、ペルシア語: سنندج）とは、イランのコルデスターン州の州都である。2011年当時の人口は432,330人。イラン国内で23番目に人口が多い都市である。

## 語源
サナンダジュ市は元々"Saneh"と呼ばれていたが、重要な城砦の近くに位置していたため、後に山の麓の城を意味するSanehdajと呼ばれるようになった。Sanehdajという地名が時間の経過によってサナンダジュに転訛したと考えられている。

## 歴史
サナンダジュ市が存在する地点には古くから集落が存在していたが、サナンダジュ市の元となる都市が建設されたのは17世紀初頭のサファヴィー朝の時代である
アッバース朝の時代には城砦が築かれ、イブン・フルダーズベやイブン・クダーマらの著書では「30の頭」を意味するSisarという地名で言及されている。14世紀頃にクルド人の一部族であるアルダラーン族がサナンダジュ周辺に居住するようになり、サナンダジュはアルダラーン族の本拠地となった。
サファヴィー朝の君主であるサフィー1世は、現在のコルデスターン州を中心とするアルダラーン地方を統治していたアルダラーン家に彼らが使用していた山間部の城砦の破壊と新たな居城への移住と開発を命じた。アルダラーン家の当主ソレイマーン・ハーンは、1636年/37年にスィネと呼ばれる村落に拠点を移し、サナンダジュの原型となる都市の建設が進められた。17世紀半ばから後半にかけてアルダラーン地方を訪れたトルコの旅行家エヴリヤ・チェレビやフランスの商人ジャン・バプティスト・タヴェルニエらは、アルダラーン地方の中心都市としてサナンダジュを紹介している。18世紀初頭にサナンダジュの人口は4,000人を数え、皮なめし場、染色場、ろうそく工場などの施設やキャラヴァンサライ（隊商宿）が置かれていた。19世紀後半に町を治めていたアルダラーン家が知事職を失った後も、サナンダジュはコルデスターン州の州都に定められている。

## 気候
ケッペンの気候区分では、サナンダジュの気候は湿潤大陸性気候に分類される。平均最高気温と平均最低気温は-8.2℃から35.1℃の範囲に収まり、月毎の降水量の平均は0mmから270mmの間で変動する。季節ごとの平均気温は春は15.20℃、夏は25.20℃、秋は10.40℃、冬は1.60℃である。相対湿度の平均は6時30分で69%、12時30分で38%である。年間降水量の平均値は497.3mmで、1日の最大降水量は61mmである。
| サナンダジュの気候                      | サナンダジュの気候 | サナンダジュの気候 | サナンダジュの気候 | サナンダジュの気候 | サナンダジュの気候 | サナンダジュの気候 | サナンダジュの気候 | サナンダジュの気候 | サナンダジュの気候 | サナンダジュの気候 | サナンダジュの気候 | サナンダジュの気候 | サナンダジュの気候 |
| 月                                      | 1月                | 2月                | 3月                | 4月                | 5月                | 6月                | 7月                | 8月                | 9月                | 10月               | 11月               | 12月               | 年                 |
| --------------------------------------- | ------------------ | ------------------ | ------------------ | ------------------ | ------------------ | ------------------ | ------------------ | ------------------ | ------------------ | ------------------ | ------------------ | ------------------ | ------------------ |
| 平均最高気温 °C （°F）                  | 4.9 (40.8)         | 6.9 (44.4)         | 13.1 (55.6)        | 19.1 (66.4)        | 25.2 (77.4)        | 32.3 (90.1)        | 36.8 (98.2)        | 36.1 (97)          | 31.6 (88.9)        | 23.9 (75)          | 15.6 (60.1)        | 8.5 (47.3)         | 21.2 (70.1)        |
| 平均最低気温 °C （°F）                  | −6.2 (20.8)        | −4.8 (23.4)        | 0.1 (32.2)         | 4.5 (40.1)         | 8.2 (46.8)         | 12.2 (54)          | 17.1 (62.8)        | 16.4 (61.5)        | 10.4 (50.7)        | 5.8 (42.4)         | 1.1 (34)           | −3 (27)            | 5.2 (41.3)         |
| 降水量 mm （inch）                      | 71.8 (2.827)       | 67.7 (2.665)       | 86.9 (3.421)       | 73.1 (2.878)       | 42.5 (1.673)       | 1.8 (0.071)        | 0.4 (0.016)        | 0.7 (0.028)        | 0.8 (0.031)        | 29.2 (1.15)        | 57.3 (2.256)       | 58.4 (2.299)       | 490.6 (19.315)     |
| 平均降水日数                            | 12.4               | 12.0               | 13.3               | 12.0               | 9.0                | 1.0                | 0.3                | 1.0                | 0.8                | 5.8                | 8.2                | 10.9               | 86.7               |
| 出典：World Meteorological Organisation |                    |                    |                    |                    |                    |                    |                    |                    |                    |                    |                    |                    |                    |

## 住民
サナンダジュの住民は主にクルド人であるが、他の都市から移住した少数のアルメニア人も居住している。住民のクルド人の大部分はスンナ派イスラム教を信仰しているが、キリスト教徒、ユダヤ教徒も存在する。モスクのほか、旧市街にはアルメニア教会が建てられている。
1979年のイラン革命まで、およそ4,000人ほどのアラム語を話すユダヤ人コミュニティ、Senayaと呼ばれる独特のシリア語・アラム語の方言を話すアッシリア人のコミュニティが町に存在していた。1979年のイラン革命以後、少数派のペルシア人の人口は増加している。

## 経済
サナンダジュの産業は皮革加工、精米、砂糖の精製、絨毯、木工品、綿織物、金属製品、食器の製造が中心になっている。政府の統計によれば、サナンダジュの住民とコルデスターン州全体の失業率は約16%と高く。根本的な原因は中央政府の予算が不十分であると指摘されている。

## 教育
サナンダジュの市内にはコルデスターン大学の本部が置かれている。

## 文化
サナンダジュはイランの国境を越えてクルディスタン全域の文化の中心地として知られている。クルド文化の中でクルド音楽と舞踊は大きな役割を果たし、数世紀にわたってクルド人社会の中で維持されている。Ali Asghar Kurdistan、Nasser Razazi、Mazhar Khaleghi、the Kamkarsといった多数のクルド人の音楽家はサナンダジュの出身である。
サナンダジュの歴史的建築物の大部分は、ガージャール朝期にアルダラーン家や他の名家によって建設されたものである。アルダラーン家の当主アマーノッラー・ハーンが完成させたホスロウ・アーバードや現在は博物館として使用されているクルドの館、サナンダジュの館などの邸宅は旧市街の見所となっている。

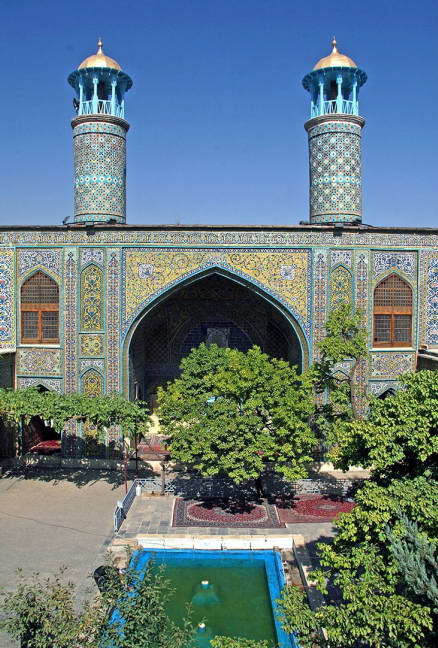
ダーロル・エフサーン・モスク
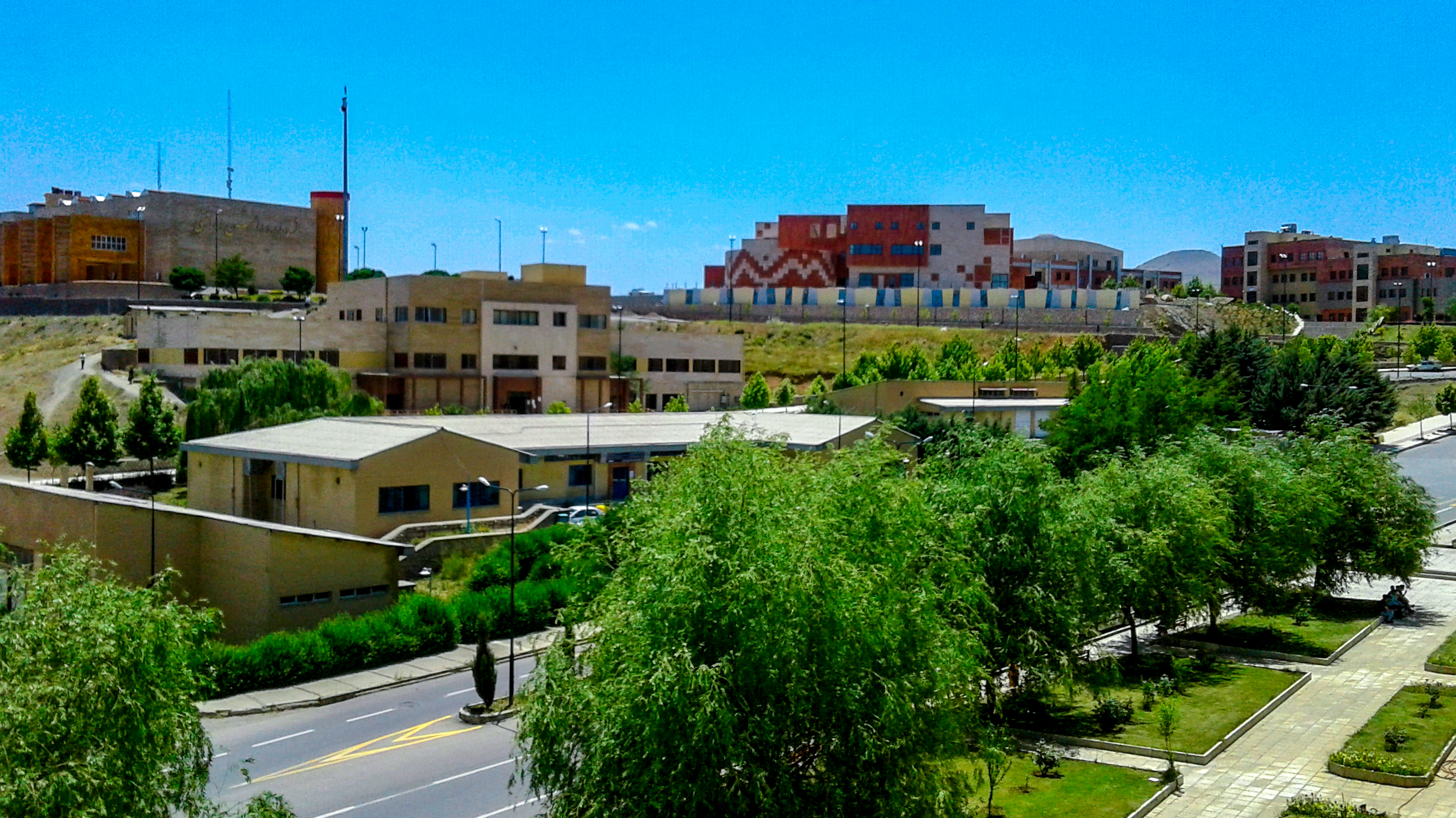
コルデスターン大学のキャンパス

## 友好都市
- ケルマンシャー（イラン）
- ブーカーン（イラン）